# Brbot (prezime)
Brbot je hrvatsko prezime.

## Etimologija
Prezime je nastalo pretvaranjem imena svetca sv. Barbat koje opet potječe od latinske imenice Barbatus koja znači bradonja.

## Poznati nositelji prezimena
- Stjepan Brbot (1939.), hrvatski liječnik

## Podrijetlo prezimena
Mala rodovska zajednica nastala u Primorju. Propostavlja se iz naselja Barbat na jugozapadnoj obali otoka Raba u Barbatskom kanalu.

## Povijesni izvori o prezimenu Brbot
Tijekom velikih naseljavanja od 1689. pa nadalje naseljavaju brinjsko područje, poglavito Lipice. Zemljišne knjige Ogulinske regimente za Stajnicu iz 1780. ne sadrže podatke o ovom rodu na području Stajnice. Oni se kasnije naseljavaju u Stajnicu iz susjednih Lipica. 
U 19. i 20. stoljeću iseljavaju se u Orahovicu, Valenovac, Sisak, Zagreb i Vukovar. 
Danas značajnije naseljavaju Zagreb, Dugo Selo, Josipdol, Orahovicu, Jastrebarsko i Sisak.